# KNVB-Pokal
Der KNVB-Pokal (kurz für: Pokal des Königlich-Niederländischen Fußball-Bundes, niederländisch KNVB beker) ist der nationale Fußball-Pokalwettbewerb für Männerfußball-Vereinsmannschaften in den Niederlanden. Veranstaltet wird er durch den KNVB (Koninklijke Nederlandse Voetbal Bond). 
Der Gewinner qualifiziert sich für die Folgesaison für die UEFA Europa League. Zudem nimmt er am Spiel um die Johan-Cruyff-Schale teil, bei dem sich Pokalsieger und niederländischer Meister gegenüberstehen.
Aktueller Titelträger 2025 ist Go Ahead Eagles.

## Modus
Der Sieger des KNVB-Pokals wird nach dem K.-o.-System ermittelt. Die Paarungen werden vor jeder Runde ausgelost. In der ersten Hauptrunde treten zurzeit 56 Amateurteams (die 32 Klubs der Topklasse sowie 24 unterklassige über Qualifikationswettbewerbe ermittelte Mannschaften) gegeneinander an. In der zweiten Runde steigen die 36 Profivereine in den Pokalwettbewerb ein. Wenn eine Mannschaft aus den beiden Profiligen und ein Nicht-Profiligist zusammengelost werden, erhalten die Amateure automatisch Heimrecht. Endet ein Spiel nach regulärer Spielzeit unentschieden, kommt es zu einer Verlängerung. Ist das Spiel auch nach der Verlängerung nicht entschieden, wird der Sieger durch Elfmeterschießen ermittelt. Alle Partien werden in einem Spiel entschieden. Lediglich in den Jahren 1982, 1983 und 2010 wurde das Finale in Hin- und Rückspiel ausgetragen.

## Geschichte

### 1898 bis 1920: Erster nationaler Pokalwettbewerb und dessen Entwicklung
Auf einer Versammlung des Niederländischen Fußballbundes (NVB) am 19. Januar 1898 in Den Haag wurde die Einführung eines niederländischen Pokalwettbewerbs beschlossen, der erstmals in der Saison 1898/99 ausgespielt wurde. Der Pokal wurde durch den niederländischen Verleger Hak Holdert gestiftet. Am 9. Mai 1899 kam es zwischen RAP Amsterdam und HVV Den Haag zum ersten Endspiel des Turniers. Die Partie entschied der Amsterdamer Klub mit 1:0 für sich. Im gleichen Jahr gewannen die Amsterdamer auch die niederländische Meisterschaft und sorgten so für den ersten Double-Gewinn im niederländischen Fußball. Bis 1907 schaffte es kein Team den Titel das zweite Mal für seinen Klub zu sichern, erst VOC Rotterdam gelang dieses Kunststück, als man nach 1905 auch 1907 das Endspiel für sich entschied. Die besten Möglichkeiten dafür hatte bis 1907 aber HBS Den Haag, die nach ihrem Finalsieg 1901 in den folgenden sechs Jahren noch dreimal im Finale standen. Zwischen 1908 und 1916 war es dann Quick Den Haag die den Pokal-Wettbewerb prägte. 1910 gingen sie als erster Titelverteidiger der Wettbewerbsgeschichte ein. Nachdem 1909 und 1910 die Reservemannschaft des Klubs den Cup holte, war es 1911 dann das erste Team, das den Dreifacherfolg sicherte. 1916 gelang dann schließlich der vierte Erfolg. 1916/17 gewann dann ein Klub dieses Turnier, der fortan bedeutend für diesen Wettbewerb werden sollte. Im Endspiel 1917 schlug Ajax Amsterdam den VSV Velsen mit 5:0 und feierte damit den ersten national bedeutenden Vereinserfolg. Mit fünf Treffern Unterschied (wie auch 1903 zwischen HVV Den Haag und HBS Den Haag, Endresultat: 6:1) war dies zudem der größte Toreabstand zwischen zwei Mannschaften in den ersten zwanzig Jahren seit Einführung. 1901, 1903 und 1907 fielen je sieben Tore im Finale. Erst 1932 (nach Verlängerung) bzw. 1944 (reguläre Spielzeit) sollte diese Marke durchbrochen werden. Siebzehn Mal standen Vereine aus Den Haag zwischen 1899 und 1920 im Finale des Wettbewerbs, drei Mal gab es sogar stadtinterne Endspiele. Nur sieben Mal entschieden die Den-Haager Klubs die Endbegegnungen auch für sich.

### 1921 bis 1960: Viele unterschiedliche Gewinner
In den Jahren zwischen 1921 und 1960 gab es 21 unterschiedliche Cup-Gewinner, wobei der Wettbewerb in 19 Spielzeiten nicht ausgetragen wurde. Einzig Feijenoord Rotterdam (1930 und 1935) schafften zwei Pokalerfolge in diesem Zeitraum. Im Finalspiel von 1944 gab es den bisher höchsten Torerfolg einer Mannschaft. Damals schlug Willem II Tilburg den RKSV Groene Ster mit 9:2. Es war der erste Pokalerfolg der Tilburger.

### 1961 bis 1999: Der Wettbewerb im Profifußball
1954 wurde durch den nationalen Verband der Profifußball in den Niederlanden eingefügt. Dadurch ergaben sich auch Veränderungen im Wettbewerb. Ajax Amsterdam sollte in den folgenden Jahrzehnten regelmäßiger Gast im Endspiel des Turniers sein. Zwischen 1970 und 1972 gelang es ihnen dreimal in Folge den Cup zu gewinnen. In den Jahren 1978 bis 1983 stand das Team fünf Mal im Endspiel. Jedoch ging Ajax dabei nur zwei Mal als Gewinner vom Felde, 1979 gegen Twente Enschede und 1983 gegen NEC Nijmegen. Zwischen 1988 und 1990 gelangen auch der PSV Eindhoven drei Finalsiege in Folge.
1981 konnte auch AZ Alkmaar mit Pokal und Meisterschaft das Double gewinnen.

### 2000 bis heute: Gegenwärtige Entwicklung

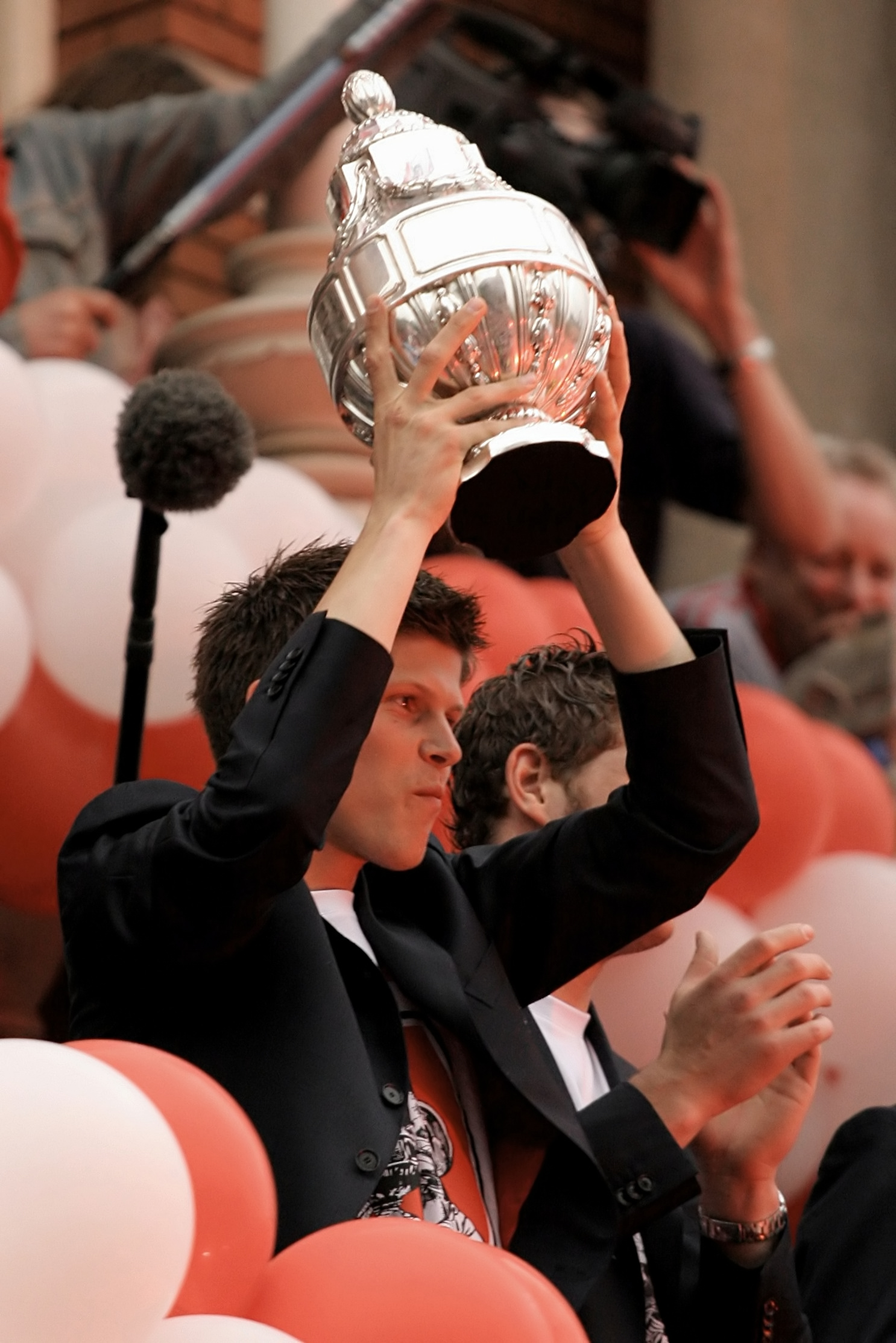
Klaas-Jan Huntelaar mit dem KNVB-Pokal (2006)

Letzter Gewinner des alten Jahrhunderts wurde 1999/2000 Roda Kerkrade, für die es der zweite Pokalerfolg war. Im Endspiel standen die Schwarz-Gelben der Mannschaft von NEC Nijmegen gegenüber. Mit 2:0 setzte sich das Team von Roda-Trainer Sef Vergoossen durch. Die großen Favoriten (Feyenoord Rotterdam, PSV Eindhoven, Ajax Amsterdam) schieden allesamt bereits im Achtelfinale aus.
Zur Folgesaison konnte es Twente Enschede den Kerkradern gleichtun und sich zum zweiten Mal den nationalen Cup sichern. Zum ersten Mal seit 1964 und zum vierten Mal überhaupt musste das Elfmeterschießen die Entscheidung bringen. Nach 90 Minuten und der Verlängerung hatte es 0:0 gegen die PSV Eindhoven gestanden. Dennis Hulshoff war es dann schließlich, der seinen Elfmeter versenkte und den Erfolg perfekt machte. Zuvor hatten die PSV-Spieler John de Jong, Ronald Waterreus und Joonas Kolkka verschossen. Auf Enscheder Seite trafen Jan Vennegoor of Hesselink und Jeroen Heubach nicht.
Ab 2001/02 sollten wieder die Favoriten mehrfach den Titel gewinnen. Bis 2010 konnte Ajax Amsterdam vier Erfolge und Feyenoord Rotterdam und PSV Eindhoven je einen Titel verbuchen. Überraschend waren die Finalsiege 2003 und 2004 des FC Utrecht. Bis dahin hatten es nämlich seit 1910 nur Teams des PSV Eindhoven, Feyenoord Rotterdam und Ajax Amsterdam geschafft ihren Titel zu verteidigen. Genauso überraschend war der Erfolg des SC Heerenveen, die 2008/09 erstmals in der Vereinsgeschichte den Pokal gegen den FC Twente Enschede sicherten. Nachdem Goran Popov für den SCH traf, konnte Eljero Elia für Twente ausgleichen. In der Verlängerung erzielten Bonaventure Kalou und Youssouf Hersi nochmal je ein Tor für ihr Team, ehe es ins Elfmeterschießen ging. Dort verwandelte Heerenveen-Akteur Gerald Sibon den entscheidenden Strafstoß, bevor Hersi für Twente verschoss. Den Pokalwettbewerb 2009/10 konnte mit dem 18. Titel erneut Ajax Amsterdam erfolgreich abschließen. Im Jahr 2011 standen die Amsterdamer erneut im Finale, doch die Titelverteidigung vereitelte der amtierende Meister FC Twente, der nach einem Rückstand von 0:2 das Match durch einen Treffer des in der Schlussviertelstunde der Verlängerung eingewechselten Marc Janko noch mit 3:2 für sich entschied.

### Namensgebung
Seit der Einführung 1899 wurde der Pokalname mehrfach geändert. Zunächst wurde er nach seinem Stifter Holdertbeker („Holdertpokal“) genannt. Nach dem Zweiten Weltkrieg wurde der Wettbewerb nach dem ausrichtenden Fußballverband in KNVB-Beker umbenannt. Aus finanziellen Erwägungen wurde ab 1995 der Name des Wettbewerbs durch einen Hauptsponsor bestimmt. Erster war die Brauerei Amstel, die neun Jahre Namensgeber des Turniers war. 2004/05 folgte die Umbenennung in Gatorade Cup. Seit 2006 heißt der nationale Cup-Wettbewerb wieder KNVB Beker.
| Zeitraum            | Name des Pokals        |
| ------------------- | ---------------------- |
| 1899–1945 1921–1929 | Holdertbeker NVB Beker |
| 1946–1994           | KNVB Beker             |
| 1995–2004           | Amstel Cup             |
| 2005                | Gatorade Cup           |
| 2006–heute          | KNVB Beker             |

## Die Endspiele im Überblick
| Saison    | Datum                       | Sieger                                | Ergebnis               | Finalist                 |
| --------- | --------------------------- | ------------------------------------- | ---------------------- | ------------------------ |
| 1898/99   | 7. Mai 1899                 | RAP Amsterdam *                       | 1:0 n. V.              | HVV Den Haag             |
| 1899/1900 | 1. Apr. 1900                | CVV Velocitas Breda                   | 3:1                    | Ajax Sportman Combinatie |
| 1900/01   | 28. Apr. 1901               | HBS Craeyenhout                       | 4:3                    | RAP Amsterdam            |
| 1901/02   | 8. Mai 1902                 | HFC Haarlem                           | 2:1                    | HBS Craeyenhout          |
| 1902/03   | 29. März 1903               | HVV Den Haag *                        | 6:1                    | HBS Craeyenhout          |
| 1903/04   | 12. Mai 1904                | Koninklijke HFC                       | 3:1                    | HVV Den Haag             |
| 1904/05   | 30. Apr. 1905               | VOC Rotterdam                         | 3:0                    | HBS Craeyenhout II       |
| 1905/06   | 6. Mai 1906                 | DSV Concordia Delft                   | 3:2                    | Volharding Amsterdam     |
| 1906/07   | 15. Mai 1907                | VOC Rotterdam                         | 4:3 n. V.              | VUC Den Haag             |
| 1907/08   | 17. Mai 1908                | HBS Craeyenhout II                    | 3:1                    | VOC Rotterdam II         |
| 1908/09   | 20. Juni 1909               | Quick Den Haag II                     | 2:0                    | VOC Rotterdam            |
| 1909/10   | 15. Mai 1910                | Quick Den Haag II                     | 2:0                    | HVV Den Haag II          |
| 1910/11   | 7. Mai 1911                 | Quick Den Haag                        | 1:0                    | HFC Haarlem              |
| 1911/12   | 26. Mai 1912                | HFC Haarlem                           | 4:1                    | Vitesse Arnheim          |
| 1912/13   | 25. Mai 1913                | Koninklijke HFC                       | 4:1                    | Dordrechtsche FC         |
| 1913/14   | 31. Mai 1914                | Dordrechtsche FC                      | 3:2                    | HFC Haarlem              |
| 1914/15   | 16. Mai 1915                | Koninklijke HFC                       | 1:0                    | HBS Craeyenhout          |
| 1915/16   | 1. Juni 1916                | Quick Den Haag                        | 2:1 n. V.              | HBS Craeyenhout          |
| 1916/17   | 27. Mai 1917                | Ajax Amsterdam                        | 5:0                    | VSV Velsen               |
| 1917/18   | 9. Juni 1918                | RC Heemstede                          | 2:1                    | VVA Amsterdam            |
|           |                             | 1918/19 nicht ausgetragen             |                        |                          |
| 1919/20   | 6. Juni 1920                | CVV Rotterdam                         | 2:1                    | VUC Den Haag             |
| 1920/21   | 29. Mai 1921                | VV Schoten                            | 2:1                    | RFC Rotterdam            |
|           |                             | 1921/22 bis 1923/24 nicht ausgetragen |                        |                          |
| 1924/25   | 1. Juni 1925                | Zaanlandsche FC                       | 5:1                    | Xerxes Rotterdam         |
| 1925/26   | 13. Juni 1926               | TSV LONGA Tilburg                     | 5:2                    | VV De Spartaan           |
| 1926/27   | 19. Juni 1927               | VUC Den Haag                          | 3:1                    | Vitesse Arnheim          |
| 1927/28   | 17. Juni 1928               | RC Heemstede                          | 2:0                    | PEC Zwolle               |
|           |                             | 1928/29 nach der 2. Runde abgebrochen |                        |                          |
| 1929/30   | 15. Juni 1930               | Feijenoord Rotterdam                  | 1:0                    | Excelsior Rotterdam      |
|           |                             | 1930/31 nicht ausgetragen             |                        |                          |
| 1931/32   | 3. Juli 1932                | Dordrechtsche FC                      | 5:4 n. V.              | PSV Eindhoven            |
|           |                             | 1932/33 nicht ausgetragen             |                        |                          |
| 1933/34   | 23. Juni 1934               | GVV Velocitas 1897                    | 3:2                    | Feijenoord Rotterdam     |
| 1934/35   | 23. Juni 1935               | Feijenoord Rotterdam                  | 5:2                    | HVV Helmond              |
| 1935/36   | 21. Juni 1936               | RFC Roermond                          | 4:2                    | Kooger FC                |
| 1936/37   | 12. Juni 1937               | FC Eindhoven                          | 1:0                    | VV De Spartaan           |
| 1937/38   | 12. Juni 1938               | VSV Velsen                            | 4:1                    | AGOVV Apeldoorn          |
| 1938/39   | 18. Juni 1939               | WVV Wageningen                        | 2:1 n. V.              | PSV Eindhoven            |
|           |                             | 1939/40 bis 1941/42 nicht ausgetragen |                        |                          |
| 1942/43   | 27. Juni 1943               | Ajax Amsterdam                        | 3:2                    | Dordrechtsche FC         |
| 1943/44   | 11. Juni 1944               | Willem II Tilburg                     | 9:2                    | RKSV Groene Ster         |
|           |                             | 1944/45 bis 1946/47 nicht ausgetragen |                        |                          |
| 1947/48   | 19. Juni 1948               | WVV Wageningen                        | 0:0; (2:1 i. E.)       | DWV Amsterdam            |
| 1948/49   | 11. Juni 1949               | Quick Nijmegen                        | 1:1; (2:1 i. E.)       | SC Helmondia             |
| 1949/50   | 24. Juni 1950               | PSV Eindhoven                         | 4:3 n. V.              | HFC Haarlem              |
|           |                             | 1950/51 bis 1955/56 nicht ausgetragen |                        |                          |
| 1956/57   | 16. Juni 1957               | Fortuna ’54 Geleen                    | 4:2                    | Feijenoord Rotterdam     |
| 1957/58   | 25. Juni 1958               | Sparta Rotterdam                      | 4:3                    | RKSV Volendam            |
| 1958/59   | 14. Juni 1959               | VVV-Venlo                             | 4:1                    | ADO Den Haag             |
|           |                             | 1959/60 nicht ausgetragen             |                        |                          |
| 1960/61   | 14. Juni 1961               | Ajax Amsterdam                        | 3:0                    | NAC Breda                |
| 1961/62   | 20. Juni 1962               | Sparta Rotterdam                      | 1:0 n. V.              | DHC Delft                |
| 1962/63   | 23. Juni 1963               | Willem II Tilburg                     | 3:0                    | ADO Den Haag             |
| 1963/64   | 14. Mai 1964                | Fortuna ’54 Geleen                    | 0:0 n. V.; (4:3 i. E.) | ADO Den Haag             |
| 1964/65   | 29. Mai 1965                | Feijenoord Rotterdam *                | 1:0                    | Go Ahead Deventer        |
| 1965/66   | 25. Mai 1966                | Sparta Rotterdam                      | 1:0                    | ADO Den Haag             |
| 1966/67   | 7. Juni 1967                | Ajax Amsterdam *                      | 2:1 n. V.              | NAC Breda                |
| 1967/68   | 3. Juni 1968                | ADO Den Haag                          | 2:1                    | Ajax Amsterdam           |
| 1968/69   | 11. Juni 1969 14. Juni 1969 | Feijenoord Rotterdam *                | 1:1 / 2:0 (WS)         | PSV Eindhoven            |
| 1969/70   | 27. Mai 1970                | Ajax Amsterdam *                      | 2:0                    | PSV Eindhoven            |
| 1970/71   | 20. Mai 1971                | Ajax Amsterdam                        | 2:2 / 2:1 (WS)         | Sparta Rotterdam         |
| 1971/72   | 11. Mai 1972                | Ajax Amsterdam *                      | 3:2                    | FC Den Haag              |
| 1972/73   | 31. Mai 1973                | NAC Breda                             | 2:0                    | NEC Nijmegen             |
| 1973/74   | 1. Mai 1974                 | PSV Eindhoven                         | 6:0                    | NAC Breda                |
| 1974/75   | 15. Mai 1975                | FC Den Haag                           | 1:0                    | FC Twente Enschede       |
| 1975/76   | 7. Apr. 1976                | PSV Eindhoven *                       | 1:0 n. V.              | Roda Kerkrade            |
| 1976/77   | 19. Mai 1977                | FC Twente Enschede                    | 3:0 n. V.              | PEC Zwolle               |
| 1977/78   | 5. Mai 1978                 | AZ’67                                 | 1:0                    | Ajax Amsterdam           |
| 1978/79   | 15. Mai 1979 29. Mai 1979   | Ajax Amsterdam *                      | 1:1 n. V. / 3:0 (WS)   | FC Twente Enschede       |
| 1979/80   | 17. Mai 1980                | Feyenoord Rotterdam                   | 3:1                    | Ajax Amsterdam           |
| 1980/81   | 28. Mai 1981                | AZ’67 *                               | 3:1                    | Ajax Amsterdam           |
| 1981/82   | 12. Mai 1982 18. Mai 1982   | AZ’67                                 | 0:1 (H) / 5:1 (R)      | FC Utrecht               |
| 1982/83   | 10. Mai 1983 17. Mai 1983   | Ajax Amsterdam *                      | 3:1 (H) / 3:1 (R)      | NEC Nijmegen             |
| 1983/84   | 2. Mai 1984                 | Feyenoord Rotterdam *                 | 1:0                    | Fortuna Sittard          |
| 1984/85   | 6. Juni 1985                | FC Utrecht                            | 1:0                    | Helmond Sport            |
| 1985/86   | 28. Mai 1986                | Ajax Amsterdam                        | 3:0                    | RBC Roosendaal           |
| 1986/87   | 5. Juni 1987                | Ajax Amsterdam                        | 4:2 n. V.              | FC Den Haag              |
| 1987/88   | 12. Mai 1988                | PSV Eindhoven *                       | 3:2 n. V.              | Roda Kerkrade            |
| 1988/89   | 25. Mai 1989                | PSV Eindhoven *                       | 4:1                    | FC Groningen             |
| 1989/90   | 25. Apr. 1990               | PSV Eindhoven                         | 1:0                    | Vitesse Arnheim          |
| 1990/91   | 2. Juni 1991                | Feyenoord Rotterdam                   | 1:0                    | FC Den Bosch             |
| 1991/92   | 10. Mai 1992                | Feyenoord Rotterdam                   | 3:0                    | Roda Kerkrade            |
| 1992/93   | 20. Mai 1993                | Ajax Amsterdam                        | 6:2                    | SC Heerenveen            |
| 1993/94   | 12. Apr. 1994               | Feyenoord Rotterdam                   | 2:1                    | NEC Nijmegen             |
| 1994/95   | 25. Mai 1995                | Feyenoord Rotterdam                   | 2:1                    | FC Volendam              |
| 1995/96   | 1. Juni 1996                | PSV Eindhoven                         | 5:2                    | Sparta Rotterdam         |
| 1996/97   | 8. Mai 1997                 | Roda JC Kerkrade                      | 4:2                    | SC Heerenveen            |
| 1997/98   | 17. Mai 1998                | Ajax Amsterdam *                      | 5:0                    | PSV Eindhoven            |
| 1998/99   | 13. Mai 1999                | Ajax Amsterdam                        | 2:0                    | Fortuna Sittard          |
| 1999/2000 | 21. Mai 2000                | Roda JC Kerkrade                      | 2:0                    | NEC Nijmegen             |
| 2000/01   | 24. Mai 2001                | FC Twente Enschede                    | 0:0 n. V.; (4:3 i. E.) | PSV Eindhoven            |
| 2001/02   | 12. Mai 2002                | Ajax Amsterdam *                      | 3:2 n. V.              | FC Utrecht               |
| 2002/03   | 1. Juni 2003                | FC Utrecht                            | 4:1                    | Feyenoord Rotterdam      |
| 2003/04   | 23. Apr. 2004               | FC Utrecht                            | 1:0                    | FC Twente Enschede       |
| 2004/05   | 29. Mai 2005                | PSV Eindhoven *                       | 4:0                    | Willem II Tilburg        |
| 2005/06   | 7. Mai 2006                 | Ajax Amsterdam                        | 2:1                    | PSV Eindhoven            |
| 2006/07   | 6. Mai 2007                 | Ajax Amsterdam                        | 1:1 n. V.; (8:7 i. E.) | AZ Alkmaar               |
| 2007/08   | 27. Apr. 2008               | Feyenoord Rotterdam                   | 2:0                    | Roda Kerkrade            |
| 2008/09   | 17. Mai 2009                | SC Heerenveen                         | 2:2 n. V.; (5:4 i. E.) | FC Twente Enschede       |
| 2009/10   | 6. Apr. 2010 25. April 2010 | Ajax Amsterdam                        | 2:0 (H) / 4:1 (R)      | Feyenoord Rotterdam      |
| 2010/11   | 8. Mai 2011                 | FC Twente Enschede                    | 3:2 n. V.              | Ajax Amsterdam           |
| 2011/12   | 8. Apr. 2012                | PSV Eindhoven                         | 3:0                    | Heracles Almelo          |
| 2012/13   | 9. Mai 2013                 | AZ Alkmaar                            | 2:1                    | PSV Eindhoven            |
| 2013/14   | 20. Apr. 2014               | PEC Zwolle                            | 5:1                    | Ajax Amsterdam           |
| 2014/15   | 3. Mai 2015                 | FC Groningen                          | 2:0                    | PEC Zwolle               |
| 2015/16   | 24. Apr. 2016               | Feyenoord Rotterdam                   | 2:1                    | FC Utrecht               |
| 2016/17   | 30. Apr. 2017               | Vitesse Arnheim                       | 2:0                    | AZ Alkmaar               |
| 2017/18   | 22. Apr. 2018               | Feyenoord Rotterdam                   | 3:0                    | AZ Alkmaar               |
| 2018/19   | 5. Mai 2019                 | Ajax Amsterdam *                      | 4:0                    | Willem II Tilburg        |
| 2019/20   | 19. Apr. 2020               | FC Utrecht                            | abgesagt...**          | Feyenoord Rotterdam      |
| 2020/21   | 18. Apr. 2021               | Ajax Amsterdam *                      | 2:1                    | Vitesse Arnheim          |
| 2021/22   | 17. Apr. 2022               | PSV Eindhoven                         | 2:1                    | Ajax Amsterdam           |
| 2022/23   | 30. Apr. 2023               | PSV Eindhoven                         | 1:1 n. V.; (3:2 i. E.) | Ajax Amsterdam           |
| 2023/24   | 21. Apr. 2024               | Feyenoord Rotterdam                   | 1:0                    | NEC Nijmegen             |
| 2024/25   | 21. Apr. 2025               | Go Ahead Eagles                       | 1:1 n. V.; (4:2 i. E.) | AZ Alkmaar               |

* Gewinner des nationalen Doubles aus Meisterschaft und Pokalsieg

** Das Endspiel wurde aufgrund der vorzeitigen Beendigung der Saison 2019/20 angesichts der globalen COVID-19-Pandemie nicht ausgetragen.

### Rangliste der Sieger
| Verein              | Siege | Jahr(e) |
| ------------------- | ----- | --- |
| Ajax Amsterdam      | 20    | 1917, 1943, 1961, 1967, 1970, 1971, 1972, 1979, 1983, 1986, 1987, 1993, 1998, 1999, 2002, 2006, 2007, 2010, 2019, 2021 |
| Feyenoord Rotterdam | 14    | 1930, 1935, 1965, 1969, 1980, 1984, 1991, 1992, 1994, 1995, 2008, 2016, 2018, 2024                                     |
| PSV Eindhoven       | 11    | 1950, 1974, 1976, 1988, 1989, 1990, 1996, 2005, 2012, 2022, 2023                                                       |
| AZ Alkmaar          | 4     | 1978, 1981, 1982, 2013                                                                                                 |
| Quick Den Haag      | 4     | 1909, 1910, 1911, 1916                                                                                                 |
| Koninklijke HFC     | 3     | 1904, 1913, 1915 |
| Sparta Rotterdam    | 3     | 1958, 1962, 1966 |
| FC Twente Enschede  | 3     | 1977, 2001, 2011 |
| FC Utrecht          | 3     | 1985, 2003, 2004 |
| VOC Rotterdam       | 2     | 1905, 1907 |
| HBS Craeyenhout     | 2     | 1901, 1908 |
| HFC Haarlem         | 2     | 1902, 1912 |
| RC Heemstede        | 2     | 1918, 1928 |
| Dordrechtsche FC    | 2     | 1914, 1932 |
| WVV Wageningen      | 2     | 1939, 1948 |
| Willem II Tilburg   | 2     | 1944, 1963 |
| Fortuna ’54 Geleen  | 2     | 1957, 1964 |
| ADO Den Haag        | 2     | 1968, 1975 |
| Roda JC Kerkrade    | 2     | 1997, 2000 |
| RAP Amsterdam       | 1     | 1899 |
| CCV Velocitas Breda | 1     | 1900 |
| HVV Den Haag        | 1     | 1903 |
| DSV Concordia Delft | 1     | 1906 |
| CVV Rotterdam       | 1     | 1920 |
| VV Schoten          | 1     | 1921 |
| Zaanlandsche FC     | 1     | 1925 |
| TSV LONGA           | 1     | 1926 |
| VUC Den Haag        | 1     | 1927 |
| GVV Velocitas 1897  | 1     | 1934 |
| RFC Roermond        | 1     | 1936 |
| EVV Eindhoven       | 1     | 1937 |
| VSV Velsen          | 1     | 1938 |
| Quick Nijmegen      | 1     | 1949 |
| VVV-Venlo           | 1     | 1959 |
| NAC Breda           | 1     | 1973 |
| SC Heerenveen       | 1     | 2009 |
| PEC Zwolle          | 1     | 2014 |
| FC Groningen        | 1     | 2015 |
| Vitesse Arnheim     | 1     | 2017 |
| Go Ahead Eagles     | 1     | 2025 |

## Torschützenkönige
(unvollständig)
| Saison    | Spieler                                                  | Tore | Verein                                                                      |
| --------- | -------------------------------------------------------- | ---- | --------------------------------------------------------------------------- |
| 1994/95   | Jack de Gier Miroslav Stefanović                         | 7    | Go Ahead Eagles Deventer FC Volendam                                        |
| 1995/96   | Virgil Breetveld                                         | 8    | VBV De Graafschap Doetinchem                                                |
| 1996/97   | Michel van Oostrum Jon Dahl Tomasson                     | 6    | FC Emmen SC Heerenveen                                                      |
| 1997/98   | Dean Gorré                                               | 7    | Ajax Amsterdam                                                              |
| 1998/99   | Wamberto                                                 | 3    | Ajax Amsterdam                                                              |
| 1999/2000 | Jack de Gier                                             | 10   | NEC Nijmegen                                                                |
| 2000/01   | Jan Vennegoor of Hesselink                               | 8    | FC Twente Enschede                                                          |
| 2001/02   | Jan Bruin Niki Leferink Peter van Vossen                 | 6    | SC Cambuur-Leeuwarden Go Ahead Eagles Deventer VBV De Graafschap Doetinchem |
| 2002/03   | Rick Hoogendorp                                          | 8    | RKC Waalwijk                                                                |
| 2003/04   | Yuri Rose                                                | 6    | Heracles Almelo                                                             |
| 2004/05   | Dennis de Nooijer                                        | 9    | FC Dordrecht                                                                |
| 2005/06   | Klaas-Jan Huntelaar                                      | 6    | SC Heerenveen / Ajax Amsterdam                                              |
| 2006/07   | Simon Cziommer                                           | 7    | AZ Alkmaar                                                                  |
| 2007/08   | Roy Makaay                                               | 7    | Feyenoord Rotterdam                                                         |
| 2008/09   | Paul Weerman                                             | 5    | WKE Emmen                                                                   |
| 2009/10   | Luis Suárez                                              | 8    | Ajax Amsterdam                                                              |
| 2010/11   | Albert van Nijhuis                                       | 5    | VV Sparta Nijkerk                                                           |
| 2011/12   | Bas Dost                                                 | 6    | SC Heerenveen                                                               |
| 2012/13   | Jozy Altidore                                            | 8    | AZ Alkmaar                                                                  |
| 2013/14   | Aron Jóhannsson                                          | 6    | AZ Alkmaar                                                                  |
| 2014/15   | Arkadiusz Milik                                          | 8    | Ajax Amsterdam                                                              |
| 2015/16   | Patrick Gerritsen Sébastien Haller                       | 5    | Excelsior ’31 FC Utrecht                                                    |
| 2016/17   | Lewis Baker                                              | 5    | Vitesse Arnheim                                                             |
| 2017/18   | Wout Weghorst                                            | 9    | AZ Alkmaar                                                                  |
| 2018/19   | Oussama Idrissi                                          | 6    | AZ Alkmaar                                                                  |
| 2019/20   | Steven Berghuis* Samy Bourard* Mike Trésor Ndayishimiye* | 4    | Feyenoord Rotterdam FC Eindhoven Willem II Tilburg                          |
| 2020/21   | Guytano dos Santos Mike Reuvers Niels Springer           | 4    | VV SteDoCo VV Staphorst OFC Oostzaan                                        |
| 2021/22   | Danilo                                                   | 6    | Ajax Amsterdam                                                              |
| 2022/23   | Floris van der Linden                                    | 5    | SV Spakenburg                                                               |
| 2023/24   | Kornelius Hansen                                         | 5    | Almere City                                                                 |

* Der Wettbewerb wurde aufgrund der vorzeitigen Beendigung der Saison 2019/20 angesichts der COVID-19-Pandemie nicht beendet und dementsprechend kein Torschützenkönig gekürt. Die drei Spieler hatten vor dem nicht ausgetragenen Endspiel jeweils die meisten Treffer erzielt.

## Internationale Qualifikation
Seit 1960 qualifizierte sich der Gewinner des KNVB-Pokals für den zur Saison 1960/61 eingeführten Europapokal der Pokalsieger. Konnte sich ein nationaler Pokalsieger für den Europapokal der Landesmeister (ab 1992 UEFA Champions League) qualifizieren, nahm der unterlegene Pokalfinalist den Platz im Europapokal der Pokalsieger ein. 1987 konnte Ajax Amsterdam als erster niederländischer Verein den Europapokal der Pokalsieger gewinnen. Im Folgejahr erreichten sie erneut das Finale, verloren aber mit 0:1 gegen den belgischen Klub KV Mechelen. Dies waren die beiden einzigen Endspielteilnahmen niederländischer Klubs im Pokal der Pokalsieger.
Seit der Abschaffung des Pokalsieger-Wettbewerbs auf europäischer Ebene aufgrund der nachlassenden Attraktivität für Publikum und Vereine nach der Saison 1998/99 tritt der Sieger des KNVB-Pokals in der folgenden Saison in der UEFA Europa League (bis 2009 UEFA-Pokal) an. Wenn der Sieger sich über die Eredivisie für die Champions League qualifiziert hat oder an der Champions-League-Qualifikation teilnimmt, geht das Recht der Teilnahme an der Europa League automatisch auf den Verlierer des Endspiels über. Sind beide Endspielteilnehmer bereits über die Eredivisie für die Champions League oder die Europa League qualifiziert, zieht der bestplatzierte Verein der Eredivisie, der für keinen der beiden Europapokale qualifiziert ist, in die Europa League ein.

## Rekorde
- Rekordpokalsieger ist Ajax Amsterdam mit 20 Endspielsiegen. Zudem standen sie vier weitere Male im Finale um den Wettbewerb, womit sie auch Rekordhalter in Finalteilnahmen sind. Die Mannschaft mit den zweitmeisten Pokalsiegen ist Feyenoord Rotterdam, die vierzehn Erfolge verbuchen können.
- Das torreichste Pokalendspiel gab es am 11. Juni 1944 zwischen Willem II Tilburg und RKSV Groene Ster. Damals setzten sich die Tilburger mit 9:2 gegen ihren Gegner durch.
- Drei Vereine schafften es, den Pokal dreimal in Folge zu gewinnen. Dies waren Quick Den Haag zwischen 1909 und 1911, Ajax Amsterdam von 1970 bis 1972 und zwischen 1988 und 1990 die PSV Eindhoven.
- Die torreichste Partie im gesamten Turnierverlauf gab es 1903/04, als der HFC Haarlem mit 25:0 gegen A.C. & H.C. V.V.V. gewinnen konnte. Stürmer Eddy Holdert gelangen damals dreizehn Treffer.
- Schnellster Torschütze in einem KNVB-Pokalendspiel war der Brasilianer Romário, der am 25. Mai 1989 bereits in der zweiten Minute zum 1:0 gegen den FC Groningen traf. Luis Suárez brauchte 2010 drei Minuten und 2007 schaffte es AZ-Kicker Mousa Dembélé in der vierten Minute.